# اوچ‌کول
اوچ کول (به لاتین: Uch-Kul') یک منطقهٔ مسکونی در قرقیزستان است. که در استان اوش واقع شده‌است.

## خصوصیات
اوچ کول ۳٬۰۶۹ متر بالاتر از سطح دریا واقع شده‌است.